# Аксаков, Сергей Тимофеевич
Серге́й Тимофе́евич Акса́ков (20 сентября [1 октября] 1791, Уфа — 30 апреля [12 мая] 1859, Москва) — русский писатель, чиновник и общественный деятель, литературный и театральный критик, мемуарист, автор книг о рыбалке и охоте, а также собирании бабочек. Отец русских писателей и общественных деятелей: Константина, Веры, Григория и Ивана Аксаковых.

## Детство и юность
Сергей Тимофеевич Аксаков родился в 1791 году в Голубиной слободе (усадебный дом находился в современном саду Аксакова) в Уфе, в семье служившего прокурором земского суда Тимофея Степановича Аксакова (1762—1836/1837). Тимофей Степанович Аксаков, выходец из небогатого, хотя и старинного рода, был женат на Марии Николаевне Зубовой (1769—1833) — дочери товарища генерал-губернатора Уфимского наместничества Николая Степановича Зубова. Зубова, умная и властная женщина, выросшая среди высшего чиновничества и получившая хорошее по тем временам образование, в юности вела переписку с либеральным просветителем Николаем Ивановичем Новиковым.

Дочь типичного «просвещённого чиновника» восемнадцатого века <…> получила передовое воспитание, основанное на моралистическом благочестии и руссоистской чувствительности, и на этих же основах построила воспитание своего сына. Он вырос в атмосфере огромной любви и заботы, с ним никогда не обращались грубо или сурово. Его чувствительность и интеллектуальная восприимчивость развились очень рано.— Д. Мирский

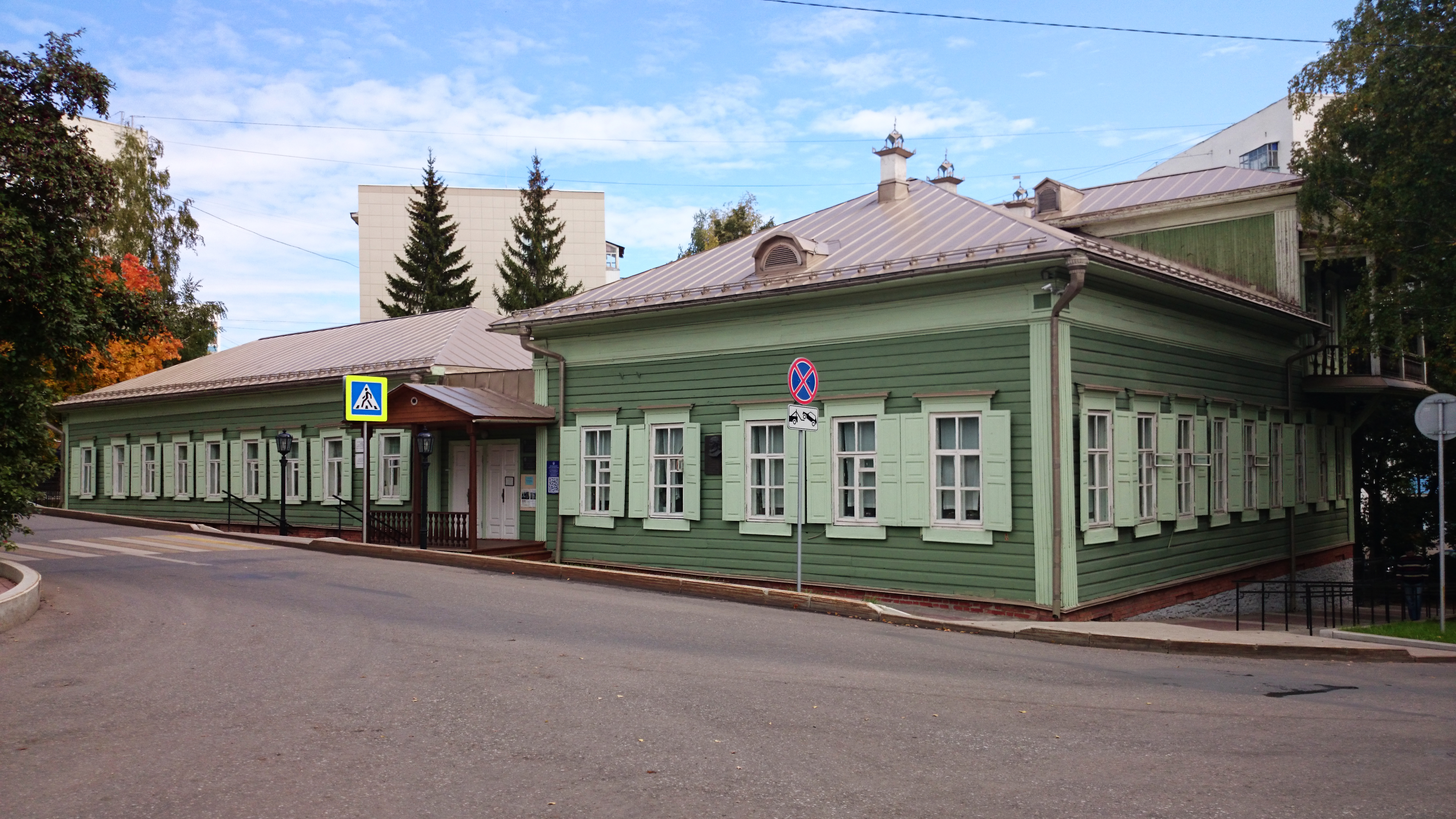
Дом-музей Аксакова в Уфе

Детство будущего писателя прошло в Уфе в доме деда Н. С. Зубова (ныне — дом-музей Аксакова), куда родители переехали из Голубиной слободы, когда Аксакову исполнилось 4 года, а также в Сергеевке (ныне — Старые Киешки) Уфимской губернии, и родовом имении Ново-Аксаково Оренбургской губернии.
Большое влияние на его развитие оказал дед — Степан Михайлович Аксаков, мечтавший о внуке, который продолжит «род Шимона». Д. Мирский так характеризует Степана Аксакова: «неотесанный и энергичный помещик-первопроходец, одним из первых организовавший поселение крепостных в башкирских степях».

Ново-Аксаково

От отца Аксаков унаследовал любовь к природе; он также рано полюбил книги, в четыре года уже свободно читал, а в пять — декламировал Сумарокова и Хераскова, пересказывал в лицах сказки «Тысячи и одной ночи».

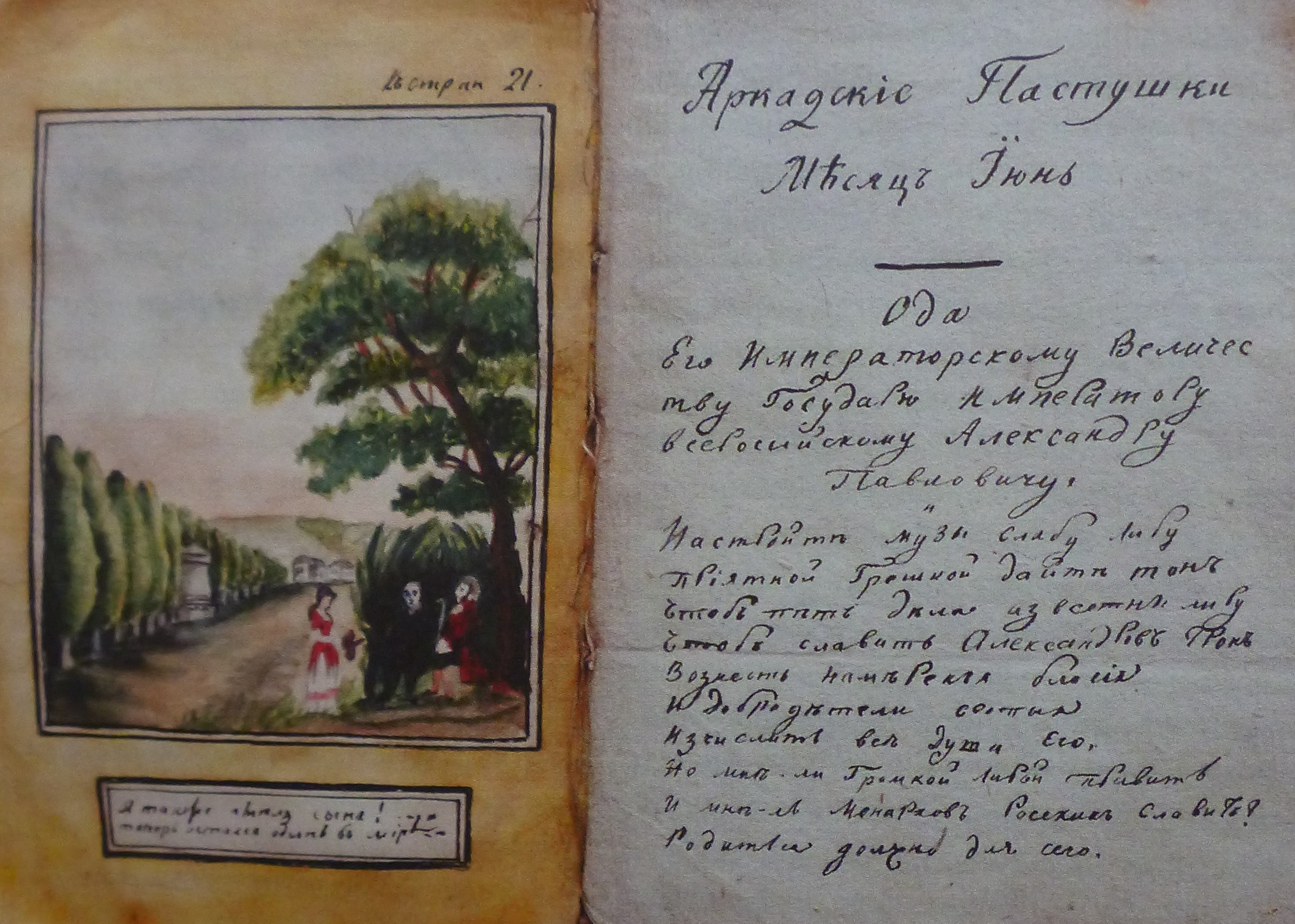
Разворот рукописного журнала «Аркадские Пастушки»

В 1799 году Сергей Аксаков поступил в Казанскую гимназию, но Мария Николаевна, не в силах выдержать расставание с сыном, вскоре забрала его домой; этому способствовало и то обстоятельство, что у впечатлительного мальчика, оторванного от семьи, стала развиваться падучая болезнь. Возвращение в гимназию состоялось лишь в 1801 году. В 1804 году старшие классы гимназии были преобразованы в первый курс Казанского университета, Аксаков оказался одним из его студентов и продолжал учёбу в нём вплоть до 1807 года.
В годы учёбы Аксаков сотрудничал в студенческих рукописных журналах «Аркадские пастушки» (редактор Александр Панаев) и «Журнал наших занятий» (где сам Аксаков был одним из соредакторов). В этих журналах были размещены его первые стихотворные опыты, написанные в сентиментальном стиле. Вскоре пережив увлечение сентиментализмом, Аксаков познакомился с «Рассуждением о старом и новом слоге российского языка» А. С. Шишкова, став приверженцем его литературно-лингвистической теории (в статье «Литературной энциклопедии» о самом Аксакове названной «литературным староверством»), что, однако, практически не отразилось на его собственном литературном стиле. С 1806 года Аксаков состоял в «Обществе любителей отечественной словесности» при университете; он также стал организатором студенческого театра, поставившего, в частности, пьесу, одним из соавторов которой был он сам. Впоследствии воспоминания о детских годах, наряду с семейными преданиями, легли в основу автобиографической трилогии Аксакова.

## Ранний период литературной деятельности
В 1807 году Сергей Аксаков, окончивший университет в 15 с половиной лет, переехал в Москву, а оттуда в 1808 году — в Санкт-Петербург, поступив на службу переводчиком в Комиссию по составлению законов. Позже он был переведён в Экспедицию о государственных доходах. Аксаков совмещал чиновничью работу с занятиями литературой и декламацией. В попытках усовершенствовать своё декламаторское искусство он близко сошёлся с актёром-трагиком Яковом Шушериным, а также свёл знакомство с Державиным и Шишковым. Всем троим он позже посвятит биографические очерки.
Оставив службу, в 1811 году Аксаков переехал из Санкт-Петербурга в Москву, где Шушерин познакомил его с литераторами С. Н. Глинкой, Н. И. Ильиным, Ф. Ф. Кокошкиным, Н. П. Николевым и Н. М. Шатровым. Позже к кругу московских знакомств Аксакова присоединятся писатели Шаховской, Загоскин и Писарев.
Во время Отечественной войны 1812 года Аксаков покинул Москву, уехав в Оренбургскую губернию. В следующие полтора десятилетия он в основном проводил время в Новом-Аксакове, а позже в выделенной ему отцом деревне Надеждино (выведенной позже в автобиографической трилогии как Парашино), посещая столицы только наездами. В это время он увлёкся переводами классической литературы. В частности, используя французский перевод Лагарпа, он перевёл в 1812 году на русский язык трагедию Софокла «Филоктет», а позже — комедию Мольера «Школа мужей», поставленную на петербургской сцене в 1819 году, и «10-ю сатиру» Буало (напечатана в 1821 году, принеся автору членство в Обществе любителей российской словесности); дальнейшее наследие Аксакова как переводчика включает переводы мольеровского «Скупого» (1828) и романа Вальтера Скотта «Певерил Пик». К 1812 году относится и его первая публикация в литературном журнале «Русский вестник», где была напечатана его басня «Три канарейки», а в 1821 году было опубликовано стихотворение «Уральский казак», которое сам автор позже характеризовал как «слабое и бледное подражание „Чёрной шали“ Пушкина».
В 1816 году в Москве Аксаков женился на Ольге Семеновне Заплатиной (1793—1878) — дочери генерала, прежде служившего под началом Суворова. Среди десяти детей, родившихся в этом браке — сыновья Константин (1817), Григорий (1820), Иван (1823) и дочь Вера (1819). Семья прожила в Надеждине пять лет с 1821 года, но попытки ведения самостоятельного хозяйства не увенчались успехом, и в 1826 году семья окончательно перебралась в Москву, где Аксаков снова поступил на государственную службу.

## Аксаков — цензор
По рекомендации Шишкова, в то время занимавшего пост министра просвещения, летом 1827 года Аксаков получил должность цензора в Московском цензурном комитете. Пребывание его на этой должности было недолгим. В 1828 году Николай I утвердил новый Цензурный устав, предполагавший более строгий отбор членов комитета. Несмотря на ходатайство московских литераторов, друзей Аксакова, он был уволен с должности.
В 1830 году в № 1 «Московского вестника» был анонимно опубликован фельетон «Рекомендация министра», который очень не понравился императору. В связи с этим московским губернатором было произведено расследование. После того, как был арестован цензор, пропустивший фельетон, и опасность нависла над редактором журнала М. П. Погодиным, отказавшимся раскрыть имя анонима, Аксаков явился в полицию и сам заявил о своём авторстве. В III отделении на него было заведено дело, и только благодаря личному заступничеству бывшего его другом князя Шаховского перед шефом III отделения Бенкендорфом Аксаков не был выслан из Москвы.
Испытывая материальные затруднения, Аксаков продолжал добиваться возвращения на службу, и летом 1830 года, несмотря на историю с фельетоном «Рекомендация министра», ему всё же удалось вновь занять должность цензора. В круг его обязанностей входила проверка текущих печатных материалов от рекламных листков до литературных произведений, а также журналов «Атеней», «Галатея», «Русский зритель» и «Телескоп».
Серьёзную проблему для Аксакова-цензора представляла необходимость курировать журнал «Московский телеграф». Издатель его Н. А. Полевой во многом был идейным противником Аксакова и, естественно, подозревал его в предвзятости. В первый период его цензорской деятельности между ними регулярно возникали трения, и когда в 1830 году руководство вновь возложило на него чтение этого журнала, Аксаков отказался от этого, чтоб не подавать сомнения в своей объективности. Определённые трудности создавал также тот факт, что Аксакову приходилось цензурировать те же самые издания («Московский вестник», «Телескоп», «Молву»), в которых он подвизался как журналист и литератор; это вынуждало его публиковаться под многочисленными псевдонимами (в «Словаре псевдонимов» 1948 года перечислены 22 псевдонима, под которыми Аксаков выступал в печати, а многие его публикации не были подписаны совсем).
Как цензор Аксаков обращал внимание не только на содержание, но и на художественное качество текстов. Он не отличался особой суровостью, но и либералом тоже не был. Так, он приостановил из-за «неблагоприятной политической ситуации» публикацию «Марфы Посадницы» М. П. Погодина, которую сам же ранее разрешил, внёс серьёзные купюры в «Стихотворения» А. И. Полежаева. По замечанию Д. Мирского, Аксаков «оставался цензором более десяти лет, не проявив себя в этом звании ни хорошо, ни дурно». Тем не менее, даже такая осторожная линия была недостаточно консервативной с точки зрения начальства Аксакова по цензурной линии — князя Мещерского.
В 1831 году вышел первый номер журнала «Телескоп», в котором была опубликована статья Н. И. Надеждина «Современное направление просвещения», вызвавшая неудовольствие властей. Аксаков как цензор получил выговор. В ответ он написал резкие по форме объяснительные письма начальнику жандармского управления в Москве и самому Бенкендорфу.
Новое строгое замечание Аксаков получил за разрешение на публикацию статьи «Девятнадцатый век» И. В. Киреевского в № 1 журнала «Европеец». Журнал был закрыт.
Мнение начальства о деятельности Аксакова становилось всё менее благоприятным. Последней каплей стала публикация допущенной им сатирической баллады «Двенадцать спящих будочников» Е. Фитюлькина (псевдоним В. А. Проташинского), вновь вызвавшей гнев императора. В феврале 1832 года Аксаков был уволен из Цензурного комитета.

## Театральная критика
До середины 1820-х годов публичная театральная критика в Российской империи была невозможна в свете того обстоятельства, что актёры императорских театров считались находящимися «на службе его величества». После ослабления цензурных ограничений в конце десятилетия страстный театрал Аксаков стал и одним из первых российских театральных критиков. Уже в 1825 году в «Вестнике Европы» были напечатаны его «Мысли и замечания о театре и театральном искусстве». С 1828 года он стал постоянным театральным обозревателем «Московского вестника». С середины того же года при этом издании выходило «Драматическое добавление», в котором Аксаков был одновременно автором и редактором. Помимо «Московского вестника», театроведческие статьи Аксакова публиковали «Галатея» (в 1829) и «Молва» (в 1832 году).
Большинство статей Аксакова конца 1820-х и начала 30-х годов публиковалось под псевдонимами или без подписи, что было связано с его одновременной службой в цензурном ведомстве. Неизвестно точно, сколько именно рецензий и теоретических публикаций на театральную тематику вышло из-под его пера. Так, некоторые историки литературы полагают, что Аксаков является автором цикла рецензий в «Молве» в 1833—1835 годах, подписанных инициалами П. Щ. Эта атрибуция делается, в частности, на основании письма Н. И. Надеждина Е. В. Сухово-Кобылиной, в котором говорится о том, что одна из статей под псевдонимом П. Щ. написана «отцом Аксаковым»
(однако, сам Аксаков приписывал авторство части публикаций под этим псевдонимом именно Надеждину).
Простые по форме статьи Аксакова в основном посвящены игре актёров и соответствию её стиля содержанию роли. Однако сценоведческий анализ в статьях Аксакова не ограничивался разбором актёрской игры: как писал один из его оппонентов, «[н]и авторы, ни переводчики, ни артисты, ни даже декорации не избегают его неумышленного суда». Много внимания Аксаков уделяет борьбе со штампами и устаревшей сценической манерой, декламацией нараспев, требуя от театральных произведений «изящной простоты» и «натуральности». По мнению Аксакова-критика, сценические способности актёра должны быть подчинены искусству выражать характеры, а язык персонажа — соответствовать его характеру. Биограф С. Машинский подчёркивает в связи с этим, что Аксаков, ещё не сформировавшийся к 1830-м годам как писатель-реалист, в качестве театрального критика с самого начала стоял на позициях поддержки реализма.
Аксаков был одним из первых критиков, оценивших значение для русского театра таких актёров, как М. С. Щепкин (которого он называл «творцом характеров», противопоставляя его искусство устаревшим ходульным канонам) и П. С. Мочалов. В 1828 году Аксаков опубликовал «Письма из Петербурга к издателю „Московского вестника“», в которых дал точную сравнительную характеристику манер игры Мочалова и В. А. Каратыгина. В дальнейшем противопоставление сценического реализма Мочалова и «старой методической игры», характерной для любимца Николая I Каратыгина, было развито в статьях П. Щ. и В. Г. Белинского.

## Литературная критика
Важное место в биографии Аксакова как литературного критика занимают его отношения с издателем журнала «Московский телеграф» Николаем Полевым. Аксаков, в 1820-е и 1830-е годы идеологически примыкавший к консервативным литературным кругам (идеологами которых были М. А. Дмитриев и А. И. Писарев), и либерал-романтик Полевой представляли в русской литературе и журналистике два противоборствующих лагеря. В 1829 году, когда Полевой был избран членом Общества любителей российской словесности, Аксаков демонстративно покинул его ряды. Тем не менее, он, как правило, избегал активного участия в этой борьбе, поэтому известны лишь несколько его публикаций, направленных против «Московского телеграфа»: «Ответ на антикритику г-на В. У.» (1829), «Ответ г-ну Н. Полевому» (1829) «Разговор о скором выходе II тома „Истории русского народа“» (1830).
В рамках полемики с «Московским телеграфом» вышло и опубликованное в 1830 году в «Московском вестнике» письмо Аксакова «О значении поэзии Пушкина». Полевой, в целом прогрессивный для современной ему России человек, всё же оказался неспособен оценить реализм творчества Пушкина, и его журнал присоединился к травле поэта, возглавляемой реакционными критиками. Полемизируя с этой точкой зрения, Аксаков в 1830 году писал о Пушкине как о великом художнике, имеющем «такого рода достоинство, какого не имел ещё ни один русский поэт-стихотворец». Он высоко оценивал способность Пушкина вникать в тонкости человеческой психологии и его изобразительный талант. Когда в 1829 году вышел в свет роман Фаддея Булгарина «Иван Выжигин», Аксаков присоединился к его критикам, среди которых были И. В. Киреевский и М. П. Погодин. Статья Аксакова, опубликованная в «Атенее» под псевдонимом «Истома Романов», носила концептуальный характер, представляя читателю тогдашнюю эстетическую позицию Аксакова и его взгляды на жанр романа.
В 1830 году в «Московском вестнике» были опубликованы статья Аксакова «О заслугах князя Шаховского в драматической словесности» и рецензия на роман Загоскина «Юрий Милославский, или Русские в 1612 году». Эти две работы самим Аксаковым впоследствии оценивались как характерные для его творчества и были им включены в сборник 1858 года «Разные сочинения С. Аксакова». Последней его работой в области литературной критики стала опубликованная в «Молве» в 1857 году заметка «О романе Ю. Жадовской „В стороне от большого света“».

## Аксаков — директор межевого института
После увольнения из Цензурного комитета Аксаков некоторое время пытался зарабатывать на жизнь сотрудничеством в прессе (в частности, в «Молве»), но вскоре был вынужден снова искать возможности вернуться на службу. Поместья и театральная критика не могли дать достаточно дохода для жизни большой семьи. Предложение Владимира Панаева выхлопотать ему у министра место управляющего конторой театров в Санкт-Петербурге Аксаков, тем не менее, отклонил, не желая уезжать из Москвы под начало князя Гагарина — директора императорских театров.
После долгих хлопот в октябре 1833 года Аксакову удалось занять должность инспектора в Константиновском землемерном училище. За время своей деятельности он многое сделал для развития этого учебного заведения, подготовив полную его реорганизацию. Его работа увенчалась успехом, и в мае 1835 года указом императора училище было преобразовано в Константиновский межевой институт, а сам Аксаков назначен был его директором.
К этому периоду деятельности Аксакова относится и сближение его с В. Г. Белинским. Незадолго до этого их познакомил сын Аксакова Константин, участвовавший вместе с будущим критиком в кружке Н. В. Станкевича. Аксаковы поддерживали Белинского материально, в 1837 году Сергей Аксаков содействовал изданию его «Оснований русской грамматики», а в 1838 году предоставил ему место преподавателя русского языка в межевом институте. Хотя Аксаков возглавлял это учреждение, назначение Белинского было связано для него со значительными хлопотами, поскольку тот в отсутствие университетского диплома не имел формального права преподавать. В итоге Белинский занимал эту должность всего несколько месяцев и уволился, решив полностью сосредоточить свою деятельность в сфере журналистики. Они сохранили дружеские отношения с Аксаковым, хотя в дальнейшем оказались в противоборствующих идейных лагерях.
В 1838 году Аксаков увольняется с должности директора. Причиной этого было значительное ухудшение его здоровья и трения с попечителем межевого института И. У. Пейкером. Увольнение из института совпало по времени с решением окончательно оставить службу.

## «Буран»
В течение 1820-х и 1830-х годов основной составляющей творческой деятельности Аксакова были переводы, театральная и литературная критика и немногочисленные стихотворения. Лишь в 1833 году он написал своё первое значительное прозаическое произведение — очерк «Буран», в следующем году анонимно опубликованный в альманахе «Денница». В основе сюжета «Бурана» лежало реальное событие, о котором Аксаков знал со слов очевидцев. Подготовленный предыдущим литературным опытом Аксакова, «Буран» в то же время уже нёс в себе основные черты его будущего творчества, главной из которых был пристальный интерес к живой действительности. В нём уже намечаются те черты аксаковской поэтики, которые станут характерными спустя два десятилетия. По словам С. Машинского, «[к]артина разбушевавшейся природы выписана в очерке с такой силой поэтической выразительности, с такой мужественной простотой и лаконичностью красок, как это умел делать до тех пор в русской прозе один Пушкин».

После публикации «Буран» получил высокие оценки критиков. Даже в «Московском телеграфе» появилась хвалебная заметка Н. Полевого, не подозревавшего о том, что автором очерка является его идейный противник Аксаков. По достоинству описание бурана оценил и сам Пушкин — С. Машинский указывает на сходство картин метели у Аксакова и во второй главе «Капитанской дочки» Пушкина, написанной позднее. Ещё через двадцать лет к опыту аксаковского описания бурана обратится Лев Толстой в своём рассказе «Метель». Это отметил и сам Аксаков в своём письме к И. С. Тургеневу: 
Скажите, пожалуйста, графу Толстому, что «Метель» — превосходный рассказ. Я могу об этом судить лучше многих…

## «Записки» о рыбалке и охоте

Рисунок из альбома Аксаковых

В конце 1830-х годов начинается новый период жизни Аксакова. Он уволился с государственной службы, став, как и мечтал, «свободным человеком» и почти полностью сосредоточившись на ведении хозяйственных и семейных дел. После смерти своего отца Тимофея Степановича в 1837 году он унаследовал довольно крупные поместья — несколько тысяч десятин земли и 850 крепостных, — а в 1843 году приобрёл именье Абрамцево в 50 верстах от Москвы. В начале 1840-х годов, однако, начало ухудшаться его здоровье — сначала начал слабеть один глаз, затем второй, и, в конце концов, он потерял способность писать самостоятельно, диктуя вместо этого свои сочинения дочери Вере.
В 40-х годах претерпевает коренные изменения тематика творчества Аксакова. Он приступил к написанию «Семейной хроники», а в 1845 году загорелся новым замыслом — написать книгу о рыбалке. Работа над книгой, по форме представлявшей собой подборку очерков бывалого рыболова, закончилась в 1846 году, и на следующий год она увидела свет под названием «Записки об уженье». Критики приняли книгу с единодушным одобрением, в 1854 году вышло как «Записки об уженье рыбы» её второе издание, переработанное и существенно дополненное, а ещё через два года — третье прижизненное издание; после смерти — 4-е издание.
Положительные отзывы критиков вдохновили Аксакова в 1849 году начать в продолжение «Записок о рыбалке» новую книгу — на сей раз об охоте. Книга под названием «Записки ружейного охотника Оренбургской губернии» была напечатана после трёхлетней работы, в 1852 году. По стилю она напоминала предыдущую — каждая глава представляла собой законченный очерк. Эта книга также быстро стала популярна, весь её тираж был мгновенно распродан. «Записки ружейного охотника» получили восторженные отзывы критиков. Гоголь писал Аксакову, что хотел бы видеть героев второго тома «Мёртвых душ» такими же живыми, как его птицы. Ему вторил Тургенев, писавший: «Такой книги ещё у нас не бывало». Хвалебным был и отзыв Чернышевского:
Что за мастерство описаний, что за любовь к описываемому и какое знание жизни птиц! Г. Аксаков обессмертил их своими рассказами, и, конечно, ни одна западная литература не похвалится чем-либо, подобным «Запискам ружейного охотника».
Книги Аксакова о рыбалке и охоте отличал от многочисленных руководств его времени по этим темам высокий художественный уровень текста. Каждая главка книги являлась по сути очерком — законченным литературным произведением о каком-либо элементе снаряжения, виде рыб или птиц. Эти очерки включали поэтичные описания природы, точные и запоминающиеся описания рыбьих и птичьих повадок. В этих книгах Аксакова читателя уже привлекал характерный стиль повествования — интимный, полный личных воспоминаний, но одновременно лишённый праздных созерцательных восторгов, нарочитой яркости и контрастности, сдержанный и «будничный».
Однако подготовка ко второму изданию «Записок ружейного охотника» в 1853 году внезапно наткнулась на противодействие цензуры, и его публикация стоила Аксакову немалых усилий. В это же время отклонено было также ходатайство Аксакова в Московский цензурный комитет об издании ежегодного альманаха — «Охотничьего сборника», к идее которого он пришёл в процессе работы над этой книгой. Причиной препятствий, чинимых цензурой, стали ухудшавшиеся отношения семейства Аксаковых с властями. На мартовском заседании Цензурного комитета, где решалась судьба «Охотничьего сборника» был запрещён к публикации второй том «Московского сборника», который готовил к изданию Сын Сергея Аксакова Иван; цензурный комитет лишил его «права быть редактором какого бы то ни было издания», а ряд материалов сборника, включая «Отрывок из воспоминаний молодости» Аксакова-старшего, был признан «предосудительным». В процессе рассмотрения проектов к Сергею Тимофеевичу Аксакову снова было привлечено внимание III отделения, занимавшегося его делом ещё в 1830 году, и рекомендацию об окончательном запрете на издание «Охотничьего сборника» давал в сентябре 1853 года уже лично начальник III отделения Дубельт.
В то время, как Цензурный комитет рассматривал программу охотничьего альманаха, Аксаков успел написать значительное количество очерков и небольших рассказов о разных видах охоты. После отказа в издании альманаха он сформировал из них сборник «Рассказы и воспоминания охотника о разных охотах», опубликованный в 1855 году и стилистически завершивший так называемую «Охотничью трилогию». Аксаков развивал эту тему и позже, почти до самой смерти. В периодической печати появлялись такие его очерки, как «Пояснительная заметка к „Уряднику сокольничья пути“» (1855), «Замечания и наблюдения охотника брать грибы» (1856), «Несколько слов о раннем весеннем и позднем осеннем уженье» (1858) и другие.

## Мемуарно-автобиографическая трилогия

Рисунок из альбома Аксаковых

В 1840 году Аксаков начал работу над «Семейной хроникой». Затем, однако, внимание писателя переключилось на книги о рыбалке и охоте и, хотя планы полномасштабных мемуаров он не оставлял, работа над ними возобновилась в полном объёме только к 1852 году.
Отдельные эпизоды мемуаров Аксакова публиковалась в периодической печати по мере написания. Уже в 1846 году небольшой эпизод был напечатан в «Московском литературном и ученом сборнике». В 1854 году был опубликован первый отрывок «Семейной хроники» в «Москвитянине», за ним последовали четвёртый (в 1856 году в «Русской беседе») и пятый (в 1856 году в «Русском вестнике»). В том же 1856 году под одной обложкой с первыми тремя отрывками «Семейной хроники» вышли «Воспоминания», в дальнейшем ставшие отдельной, третьей, книгой трилогии. Во второе издание, также вышедшее в 1856 году, вошли оставшиеся два отрывка «Семейной хроники», таким образом приобретшей свой окончательный вид.
Подготовка «Семейной хроники» к публикации вновь привела к трениям с цензурой, что особенно коснулось отрывков «Степан Михайлович Багров» и «Михайла Максимович Куролесов». Однако больше цензуры Аксаков опасался реакции родственников и соседей, многие из которых были ещё живы и не хотели публичной огласки семейных тайн и каких-либо неблаговидных страниц прошлого. Во избежание ссоры Аксаков в «Семейной хронике» изменил многие реальные имена и географические названия, а в предисловиях к первому и второму изданиям подчёркивал, что между «Семейными хрониками» и «Воспоминаниями» нет ничего общего. Эта предосторожность, впрочем, оказалась безуспешной: после выхода книги в свет критики быстро установили всех реальных прототипов персонажей «Семейной хроники». Боязнь разрыва с родными привела также к тому, что Аксаков так и не завершил написание тематически примыкающей к «Семейной хронике» повести «Наташа», где в качестве главной героини хотел вывести свою младшую сестру Надежду.
«Семейная хроника», знакомящая читателя с широкой картиной провинциального помещичьего быта, в своём окончательном виде включает пять «отрывков», первый из которых рассказывает о жизни семьи Багровых (под фамилией которых выведены сами Аксаковы) после переезда из Симбирской губернии в Уфимское наместничество, второй повествует об истории замужества Прасковьи Ивановны Багровой, а в дальнейшем излагается история женитьбы и первых лет семейной жизни родителей автора. Хотя общий тон повествования в «Семейной хронике», как и в последовавших за ней «Детских годах Багрова-внука», ровный и спокойный, лишённый обвинительного пафоса, в том числе в описаниях помещичьего самодурства и тягот жизни крепостного люда, благодаря писательской честности и объективности Аксакова прогрессивные критики (в том числе Добролюбов и Щедрин) увидели в этих книгах обличающее свидетельство против крепостного строя.
События, описанные в «Воспоминаниях», охватывают период с 1801 по 1807 год — время учёбы Аксакова в Казанской гимназии и университете. Если «Семейная хроника» в основном опирается на семейные предания и рассказы близких Аксакова, то «Воспоминания» — произведение автобиографическое, почти полностью построенное на впечатлениях детства и юности автора. В этой книге семейную тему оттесняют на задний план новые сюжетные линии, связанные с взрослением главного героя.

После окончания «Семейной хроники» Аксаков написал А. И. Панаеву: «Это последний акт моей жизни». Но с 1854 по 1856 годы продолжалась работа над «Детскими годами Багрова-внука». В процессе работы над этим произведением Аксаков писал: 
Есть у меня заветная дума... Я желаю написать такую книгу для детей, какой не бывало в литературе. Я принимался много раз и бросал. Мысль есть, а исполнение выходит недостойно мысли... Тайна в том, что книга должна быть написана, не подделываясь к детскому возрасту, а как будто для взрослых и чтоб не только не было нравоучения (всего этого дети не любят), но даже намёка на нравственное впечатление и чтоб исполнение было художественно в высшей степени.
Эти мечты автора и воплотились в «Детских годах Багрова-внука». Книга, в отличие от «Семейной хроники», практически не публиковалась по частям, выйдя в свет целиком в 1858 году; только небольшой отрывок был размещён в периодической печати за год до этого. Хронологически сюжет «Детских лет» заполняет лакуну между событиями «Семейной хроники» и «Воспоминаний», описывая жизнь Аксакова с 1794 по 1801 годы. «Детские годы Багрова-внука», подробно показывающее изменение духовного мира героя по мере взросления, заслужили репутацию одного из лучших художественных произведений о развитии ребёнка. В качестве приложения Аксаков разместил в книге сказку «Аленький цветочек. (Сказка ключницы Пелагеи)». В дальнейшем эта сказка, представляющая собой очередную литературную обработку сюжета о красавице и чудовище, много раз выходила в печать отдельно, став самым издаваемым произведением Аксакова.
Мемуарно-биографическая трилогия Аксакова заняла в истории русской литературы важное место. Она получила восторженный приём и от читателей, и от критиков. Последние отмечали новизну формы составляющих трилогию произведений и их роль в будущем развитии жанровой прозы в России. Аксакова, наряду с Гоголем и Тургеневым, приводил Лев Толстой в одном из вариантов предисловия к «Войне и миру» как иллюстрацию того, что русская художественная мысль находит для себя новые формы, не укладываясь в традиционные рамки романа. Сложившийся описательно-мемуарный стиль отразился даже на переписке Аксакова. Например, его письмо к В. И. Безобразову по сути является воспоминаниями о другом известном мемуаристе Д. Б. Мертваго.

## Аксаков и Гоголь
Знакомство Аксакова с Гоголем состоялось в 1832 году, когда последний был проездом в Москве. Аксаков увидел в нём (в отличие от Пушкина) гений чисто русский. Это знакомство стало переломным в жизни Аксакова — по свидетельству И. Панаева, именно под влиянием Гоголя он стал пробовать себя в реалистической прозе, именно Гоголь постоянно побуждал его к написанию автобиографии. По словам Д. Мирского,
Дом Аксаковых стал храмом гоголевского культа, а сам Аксаков — его верховным жрецом. В Гоголе он в конце концов глубоко разочаровался. Горькое личное чувство выражено в его письмах к бывшему идолу, написанных после 1846 года.
В период противостояния славянофилов, к которым примыкал и Аксаков, и прогрессивного литературного лагеря, который, в частности, представлял Белинский, между двумя бывшими друзьями шла борьба за влияние на Гоголя. Смерть Гоголя стала для Аксакова потрясением; вскоре он разместил в «Московских ведомостях» «Письмо к друзьям Гоголя» (1852) и «Несколько слов о биографии Гоголя» (1853), призывающие к предельной осторожности в публикации материалов о его жизни. Аксаков и сам почти сразу же приступил к мемуарам о Гоголе, но позже эта работа застопорилась, возобновившись лишь после того, как он ознакомился с «Записками о жизни Н. В. Гоголя» П. А. Кулиша. Воспоминания о Гоголе Аксаков писал весь остаток жизни и так и не успел довести эту работу до конца. Написанная часть мемуаров охватывает период знакомства с 1832 по 1842 год. Её дополняет переписка отца и детей Аксаковых с Гоголем в последующие годы с небольшими комментариями Сергея Тимофеевича. Отрывки этих материалов П. А. Кулиш использовал в своих более поздних работах, но полностью «История моего знакомства с Гоголем» увидела свет только в 1890 году.
В мемуарах о Гоголе, как и в работе над автобиографической трилогией, Аксакову приходилось принимать в учёт цензуру и возможное неприятие современников — об этом он упоминает в предисловии к ним. Самым сложным для него стало описание отношений с Гоголем в период, когда тот работал над «Выбранными местами из переписки с друзьями». Но несмотря на эти сложности и необходимость считаться с цензурой и общественным мнением, «История моего знакомства с Гоголем» стала одним из важнейших источников для будущих биографов и образцовым произведением русской мемуарной литературы. Хотя консервативная критика всячески противопоставляла произведения Аксакова «отрицательному воззрению на жизнь», образец которого являли собой произведения Гоголя, Чернышевский и Добролюбов отвергали и это мнимое противостояние и вообще претензии реакционного лагеря на Аксакова.

## Другие прозаические произведения

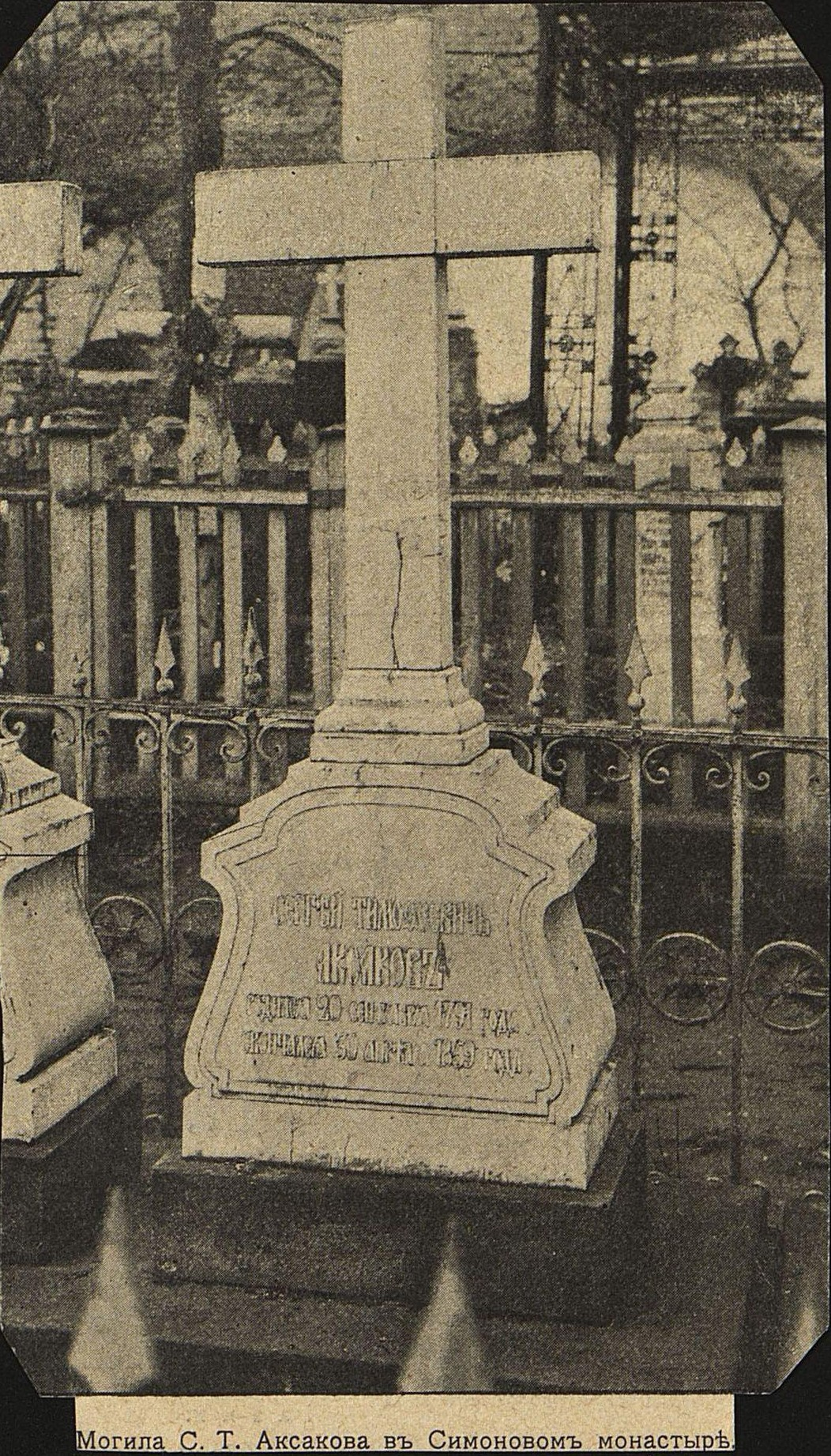
Изначальная могила Аксакова в Симоновом монастыре. Кон.XIX в.

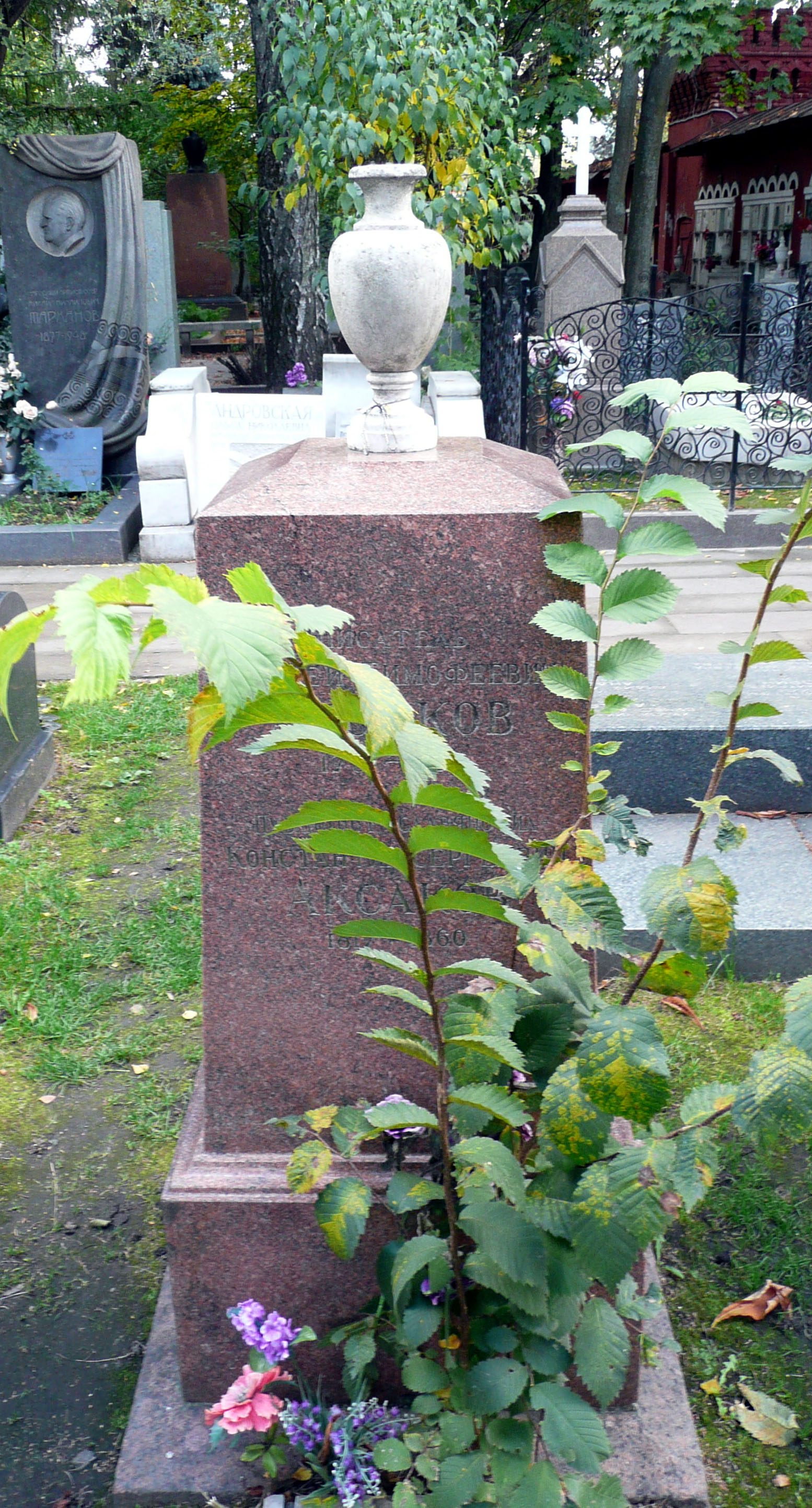
Могила С. Т. Аксакова и его сына Константина соседствует на Новодевичьем кладбище с могилой Гоголя. Прах писателя был перенесён в советское время из разорённого Симонова монастыря

Работа над мемуарно-биографической трилогией воодушевила Аксакова, у которого выкристаллизовался замысел нового масштабного мемуарного произведения, охватывающего теперь уже период его жизни в 1820-е и 1830-е годы. Воплотить это произведение в жизнь Аксаков не успел, но в ходе работы над ним создал ряд мемуарных очерков. В 1852 году были написаны «Воспоминание о М. Н. Загоскине», «Биография М. Н. Загоскина» и «Знакомство с Державиным», в 1854 году — «Яков Емельянович Шушерин и современные ему театральные знаменитости», в 1856 году — «Воспоминание об Александре Семеновиче Шишкове».
В 1856—1858 годах Аксаков работал над «Литературными и театральными воспоминаниями», которые тематически должны были продолжить мемуарные очерки о Г. Р. Державине, Я. Е. Шушерине и А. С. Шишкове. Эта книга публиковалась частями в «Русской беседе», а в 1858 году была включена в сборник «Разные сочинения С. Т. Аксакова». Критика, в том числе Н. А. Добролюбов, восприняла эти мемуары без восторга. Аксакова обвиняли в субъективности и пристрастности по отношению к друзьям молодости.
К 1858 году относится написанный Аксаковым для благотворительного сборника «Братчина» в пользу студентов Казанского университета рассказ «Собирание бабочек». Тематически этот рассказ примыкает к его университетским воспоминаниям и увидел свет уже после смерти автора. За четыре месяца до смерти Аксаков надиктовал «Очерк зимнего дня». Последним прижизненно опубликованным его произведением стала «Встреча с мартинистами», напечатанная в 1859 году в «Русской беседе».
К концу жизни к Аксакову пришла широкая известность и признание. Однако он почти потерял зрение и свои произведения надиктовывал своим близким. Весной 1859 года тяжело болевший Аксаков скончался в Москве и был похоронен на кладбище Симонова монастыря.

## Аксаковские «субботы»

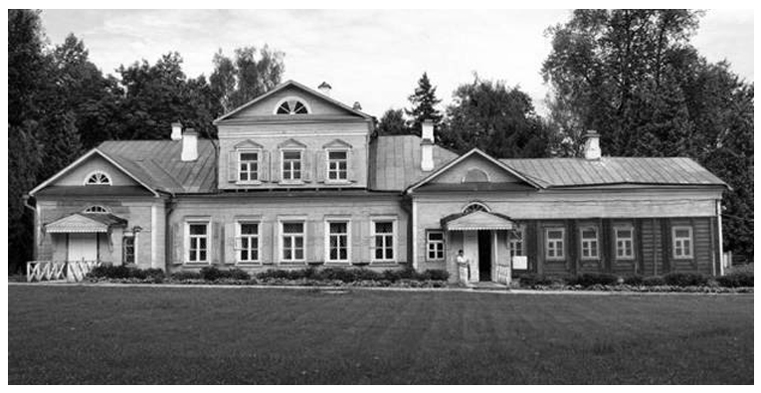
Усадьба Абрамцево

Аксаков занимает особое место в истории русской культуры не только благодаря своему литературному творчеству. Абрамцевский дом Аксаковых в течение многих десятилетий был центром притяжения для большого круга писателей, журналистов, учёных и театральных деятелей.
В 20 — 30-е годы в его доме регулярно по субботам собирались М. С. Щепкин, М. Н. Загоскин, М. П. Погодин, А. А. Шаховской, А. Н. Верстовский, Н. И. Надеждин и многие другие.
Постепенно этот круг пополнили друзья его детей Константина и Ивана славянофилы А. С. Хомяков, И. В. Киреевский, Ю. Ф. Самарин. На десятилетия дом Аксаковых стал одним из важнейших мест, где зарождалось и развивалось движение славянофилов.
После того как Аксаков приобрёл именье Абрамцево, частыми посетителями там стали Н. В. Гоголь, И. С. Тургенев, С. П. Шевырев и многие другие.
Сам Сергей Тимофеевич Аксаков, его супруга Ольга Семёновна и дети Константин Сергеевич, Иван Сергеевич, Вера Сергеевна Аксаковы создавали и поддерживали в своём доме атмосферу гостеприимства.
Русская литература чтит в нём лучшего из своих мемуаристов, незаменимого культурного бытописателя-историка, превосходного пейзажиста и наблюдателя жизни природы, наконец, классика языка.А. Горнфельд

## Конец жизни
Из-за постоянной нехватки денег Аксаков не мог купить собственный дом в Москве и был вынужден зимой снимать для своей большой семьи дома в городе, тогда как летом семья жила в имении Абрамцево, которое он приобрёл в 1843 году. Аксаков никогда не бывал за границей. Финансовое положение его семьи было настолько сложным, что его дочь Вера однажды собралась стать гувернанткой, чтобы зарабатывать деньги своим трудом, но этому решительно воспротивились её братья.
Здоровье Аксакова пошатнулось примерно в 1847 году. Болезнь глаз принудила его надолго запереться в тёмной комнате, и, не приученный к сидячей жизни, он расстроил свой организм, лишившись притом одного глаза. Весной 1858 года болезнь Аксакова приняла весьма опасный характер и стала причинять ему жестокие страдания, но он переносил их с твёрдостью и терпением. Последнее лето он провёл на даче близ Москвы и, несмотря на тяжкую болезнь, имел силу в редкие минуты облегчения диктовать свои новые произведения. Сюда относится «Собирание бабочек», появившееся в печати после его смерти в «Братчине» — сборнике, изданном бывшими студентами Казанского университета под редакцией П. И. Мельникова в конце 1859 года. Осенью 1858 года С. Т. Аксаков переехал в Москву и всю следующую зиму провел в сильных страданиях, а весной 1859 года скончался.

## Основные издания

### До 1917
- Полное собрание сочинений в 6 томах. СПб., изд. Мартынова, 1886
- Полное собрание сочинений в 9 вып. СПб., Копейка, 1914
- Полное собрание сочинений в 3 томах. СПб., изд. Мертц, 1909
- Собрание сочинений. Т. I—VI. М., изд. Карцева, 1895—1896
- Собрание сочинений в 6 томах. СПб., Просвещение, 1909—1910

### Советские издания
- Собрание сочинений в 4 томах. М., Гослитиздат, 1955—1956
- Собрание сочинений в 5 томах. М., Правда, 1966
- Собрание сочинений в 3 томах. М., Художественная литература, 1986

## Семья
В 1816 году Аксаков женился на Ольге Семёновне Заплатиной (1793—1878), дочери суворовского генерала С. Г. Заплатина и пленной турчанки Игель-Сюмь. В браке родились четыре сына и семь дочерей:
- Константин (1817—1860) — литератор, историк и лингвист, идеолог славянофильства; холост.
- Григорий (1820—1891) — уфимский и самарский губернатор, тайный советник; женат на Софье Александровне Шишковой.
- Иван (1823—1886) — литератор, редактор и издатель, идеолог славянофильства; женат на фрейлине Анне Фёдоровне Тютчевой (дочери поэта).
- Михаил (1824—1841) — воспитанник Пажеского корпуса.
- Вера (1819—1864) — подвижница славянофильского движения, мемуаристка.
- Ольга (1821—1861), из-за нервной болезни жила под наблюдением докторов в Башиловке на даче, соблюдала диету, состоявшую исключительно из винограда и мороженого[24].
- Любовь (ум. 1867), художница-любительница, похоронена рядом с родителями и братьями в Симоновом монастыре.
- Надежда (1828—13.09.1869), известна была исполнением малороссийских песен и игрой на гитаре. Скончалась в Дрездене от паралича сердца.
- Анна  (16.12.1829[25]—?), умерла в детстве.
- Мария (04.10.1831[26]—1908), жена коллежского асессора Егора Антоновича Томашевского.
- Софья (1834—1885[27]).

Племянник С. Т. Аксакова, Александр Николаевич (1832—1903), получил международную известность в качестве спирита и медиума.

## Память об Аксакове

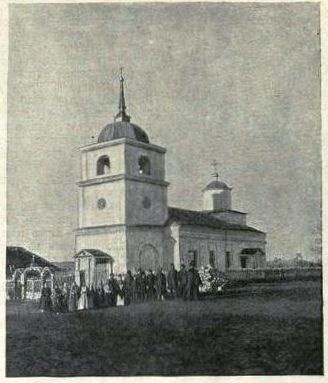
Надеждино. Церковь Димитрия Солунского

#### Музеи
- Культурно-исторический центр «Музей С.Т. Аксакова» в Москве при МИИГАиК (Гороховский переулок, 4)[28][29].
- С 1984 года по 2004 год дом-музей Аксаковых работал в особняке по адресу Сивцев Вражек, дом 30, строение 1, который С.Т. Аксаков арендовал с осени 1848 года по лето 1849 года.
- Государственный историко-художественный и литературный музей-заповедник «Абрамцево» в Абрамцево.
- Музей-заповедник С. Т. Аксакова в усадьбе Аксаковых, в Аксаково[30].
- Музей семьи Аксаковых (Аксаковский историко-культурный центр «Надеждино») в имении Аксаковых, в Надеждино[31]. В состав центра входят Дмитриевский храм и усадебный дом Аксаковых.
- Мемориальный дом-музей С. Т. Аксакова в усадьбе Н. С. Зубова, деда Аксакова, в Уфе[32][33].

#### Парки
- Аксаковский парк, памятник природы в Аксаково[34]
- Тематический сквер Аксакова в Самаре.
- Сад Аксакова на месте усадьбы, в которой родился Аксаков, в Уфе[35].

#### Улицы
- Имя Аксакова присвоено улицам городов Орск, Уфа, Калининград, Оренбург, Стерлитамак, Белорецк, Кумертау, Нижний Новгород, Иркутск, Мелеуз, Октябрьский, Самара и других населённых пунктов.
- Имя Аксакова с 1959 по 1994 годы носил Филипповский переулок в центре Москвы.

#### Учреждения
- Санаторий им. С. Т. Аксакова в селе Аксаково[36].
- Ульяновская областная библиотека для детей и юношества имени С. Т. Аксакова.

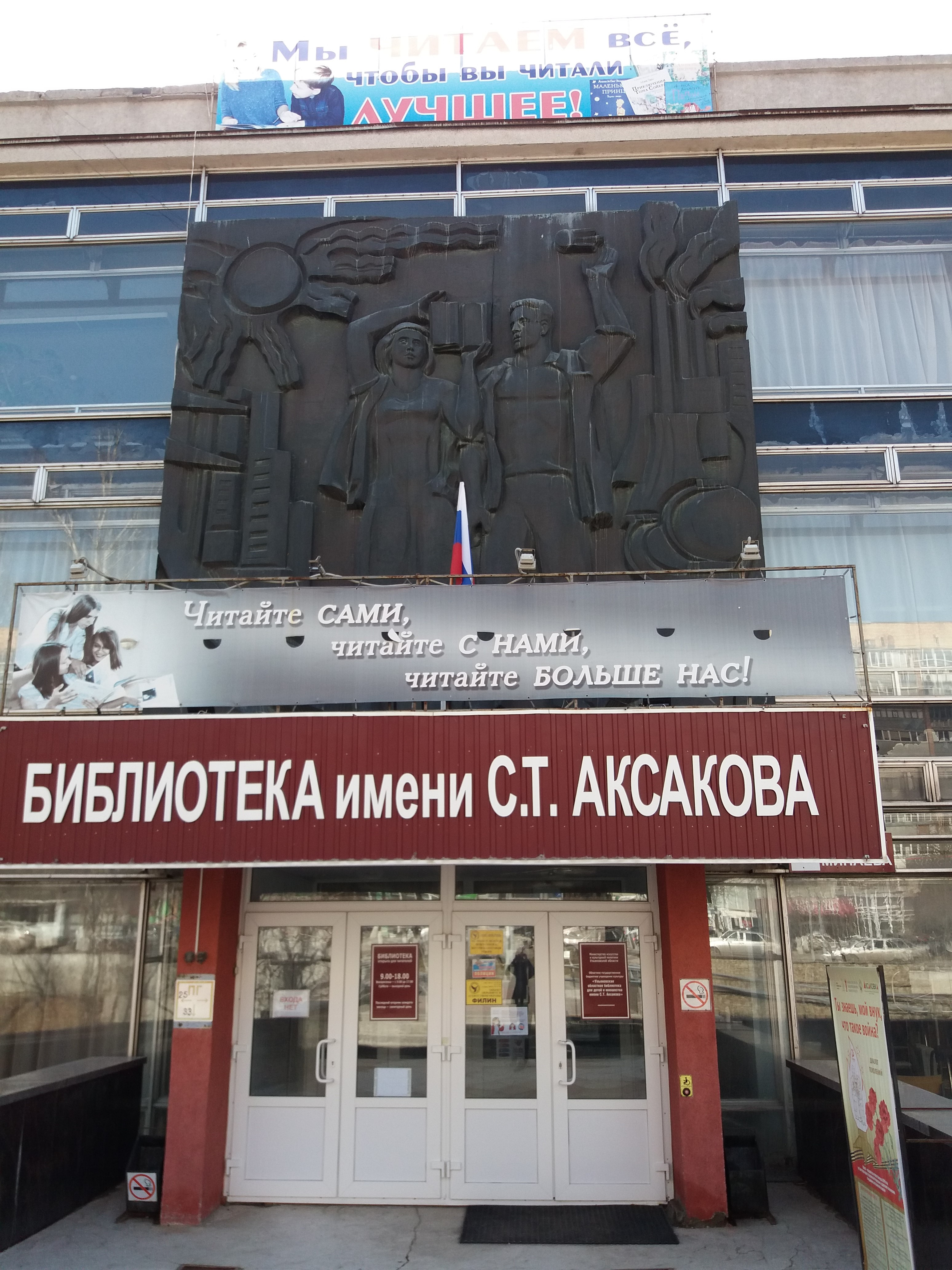
Библиотека имени С. Т. Аксакова (Ульяновск)

- Аксаковская гимназия № 11 в Уфе.

## В филателии

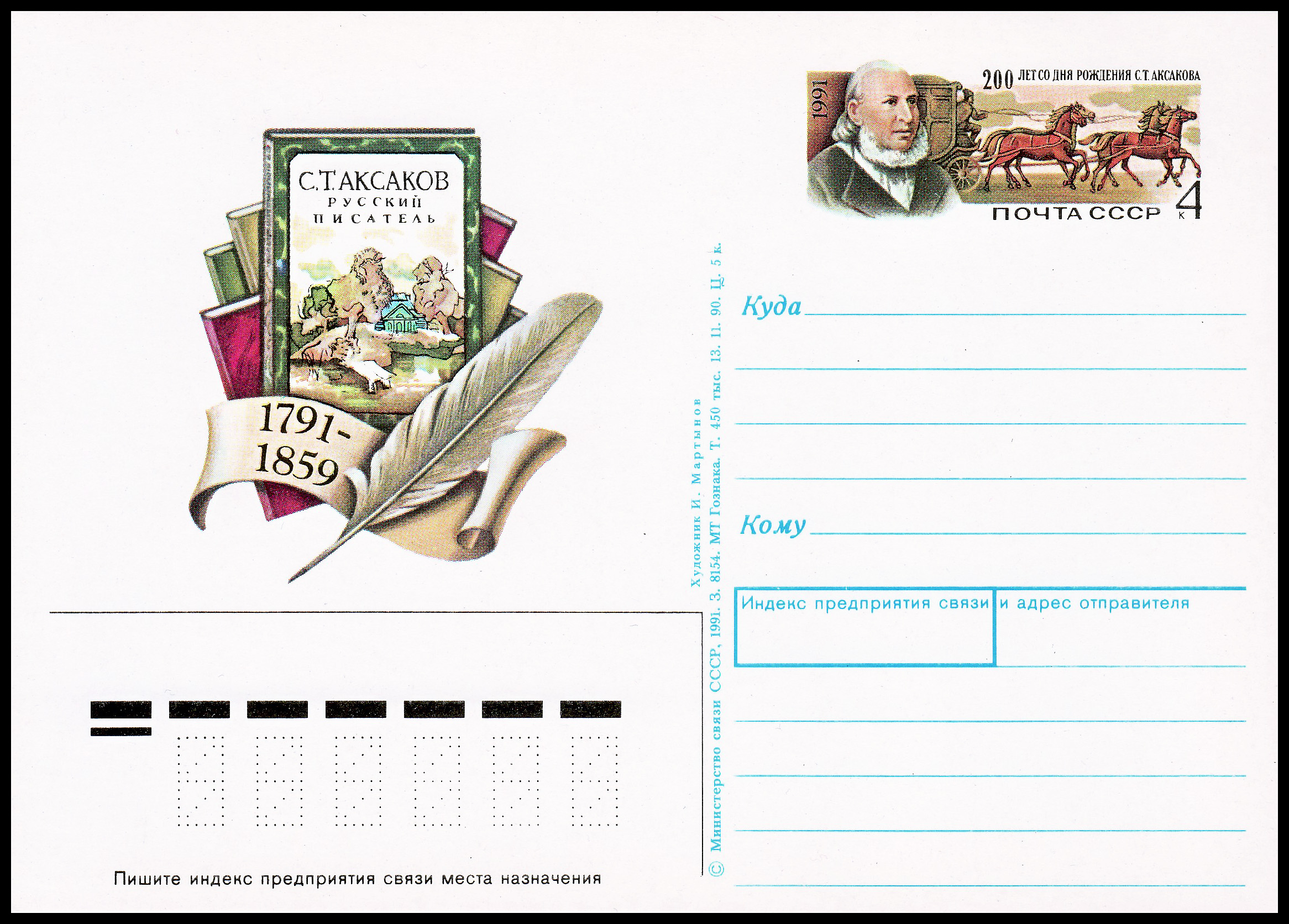
Почтовая карточка СССР. 1991 г. 200-летие со дня рождения писателя С. Т. Аксакова.
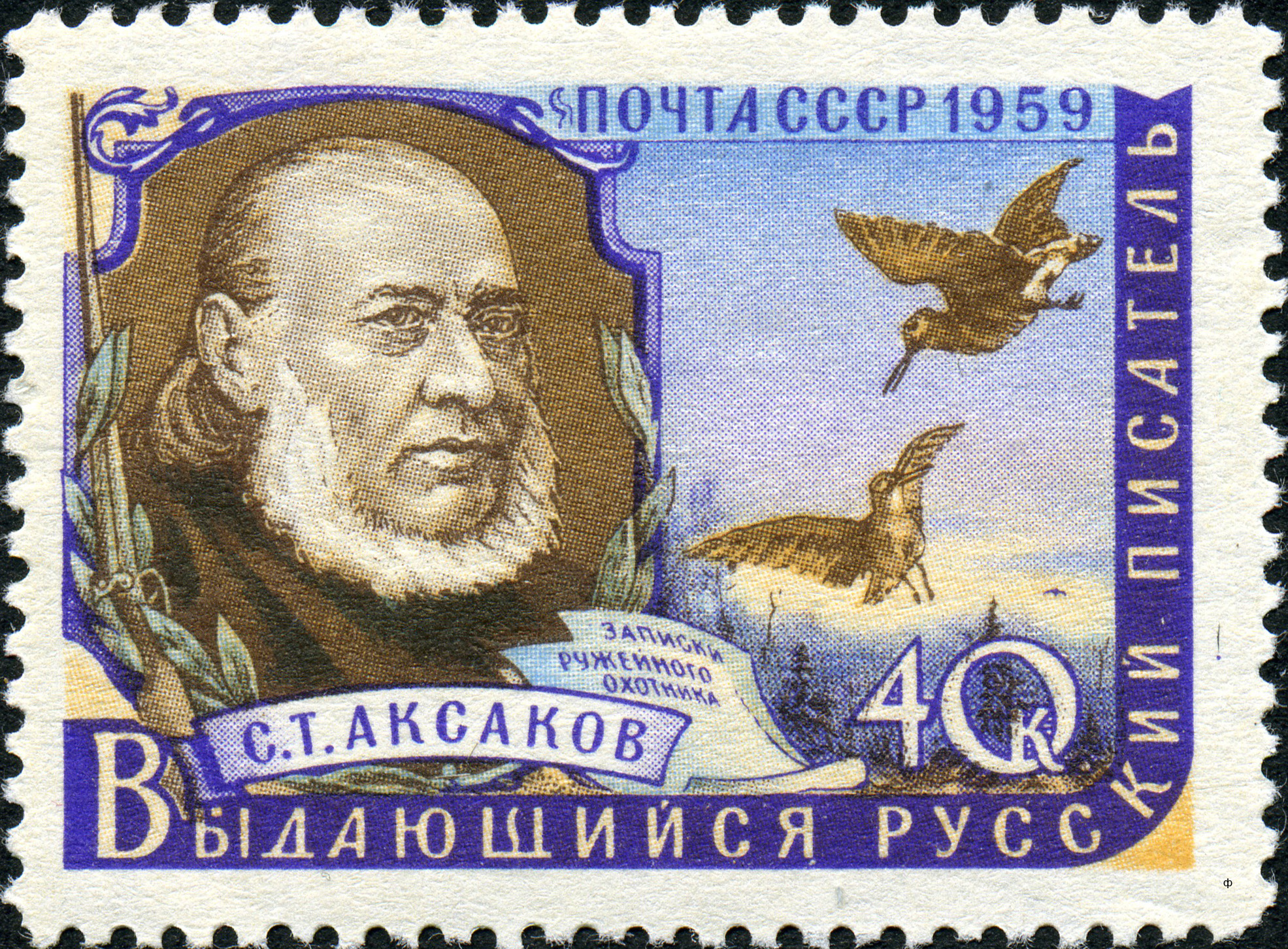
Почтовая марка СССР, 1959 год.

#### Прочее
- Аксаковский народный дом в Уфе (1909—1914, крупнейший на Урале, архитектор П. П. Рудавский, достроен в 1928—1935)[37]. (недоступная ссылка).
- Аксаковский фонд[38]
- Озеро Киешки, также именуемым Аксаковским.
- Именем Сергея Аксакова в 2012 году назван кратер на Меркурии[39].
- Ежегодно начиная с 2009 года проходят Всероссийские научные конференции «Аксаковские чтения»[40].
- С 1991 года ежегодно проводится комплекс международных мероприятий, известный как Аксаковские дни или Аксаковская осень. С 1992 года в рамках мероприятия вручается учреждённая городским советом Уфы Аксаковская премия[41].
- С 2013 года в Аксаково проходят три фестиваля: авторской песни «Аленький цветочек», «Малая театральная провинция», фестиваль любительских короткометражных фильмов о малой родине «Аксаковские россыпи»[42].
- В Театре имени Пушкина идёт спектакль «Аленький цветочек» по произведению С. Т. Аксакова. Постановка включена в Книгу рекордов России как «самый продолжительно идущий детский спектакль».